# Journal of Molluscan Studies
Journal of Molluscan Studies es una revista científica arbitrada sobre investigación en área de malacología es editada por Oxford University Press en nombre de The Malacological Society of London del Reino Unido. Inicia su publicación en el año de 1893 bajo el nombre de Proceedings of the Malacological Society, Proceedings of the Malacological Society of London (Proc. malac. Soc. Lond.)  ISSN 0025-1194 hasta 1976 cuando en su volumen 42 cambia al nombre actual
Journal of Molluscan Studies es la principal revista internacional en el área de biología de moluscos La revista cuenta con los temas de reciente desarrollo de la genética molecular, filogenética, cladística, ecofisiología, ecomalacología, de comportamiento y sistemática.

## Resúmenes e indexado
La revista es resumida e indexada por: Aquatic Sciences and Fisheries Abstracts, Biological Abstracts, BIOSIS Previews, CAB Abstracts, Current Contents/Agriculture, Biology, and Environmental Sciences, BIOBASE, ProQuest, Science Citation Index Expanded, Scopus, and The Zoological Record.